# The Death of Speedy Ortiz
A The Death of Speedy Ortiz a Speedy Ortiz első demófelvétele, amely 2011. november 29-én jelent meg.

## Leírás
2011-ben Sadie Dupuis dalszövegírást tanított egy nyári táborban, közben pedig saját alkotásait is rögzítette; Julian Fader segítségével ezekből állt össze az album. A gyűjteményt „döcögősnek, kajánnak”, valamint „hálószobai kísérleteknek” nevezték, melynek stílusa a „hátborzongató, torz népzenétől a lassú bendzsószólamokon át” az 1990-es évek underground indie rockjáig terjed.
A lemez nagy hatással volt a Speedy Ortiz későbbi dalaira, de mivel Dupuis lényegében egymaga az alkotó, alapvetően lo-fiként lehet jellemezni.

## Számlista
Az összes dal szerzője Sadie Dupuis. 
| 1.    | hexxy sadie      | 2:48 |
| 2.    | cutco            | 4:04 |
| 3.    | phish phood      | 2:06 |
| 4.    | kinda blew       | 3:35 |
| 5.    | ken-ohki         | 1:32 |
| 6.    | speedy ortiz     | 2:36 |
| 7.    | hurricane speedy | 3:23 |
| 8.    | thank you        | 2:59 |
| 9.    | frankenweenie    | 3:41 |
| 10.   | blondie          | 3:13 |
| 29:57 |                  |      |

## Közreműködők
- Sadie Dupuis – gitár, basszusgitár, dob, zongora, cselló, bendzsó, hanghatások, felvétel, keverés
- Julian Fader – keverés

## Fordítás
Ez a szócikk részben vagy egészben  a   The Death of Speedy Ortiz című angol Wikipédia-szócikk ezen változatának fordításán alapul.  Az eredeti cikk szerkesztőit annak laptörténete sorolja fel. Ez a jelzés csupán a megfogalmazás eredetét és a szerzői jogokat jelzi, nem szolgál a cikkben szereplő információk forrásmegjelöléseként.